# Capella d'hivern
La Capella d'hivern és una obra de la Vall de Boí (Alta Ribagorça) protegida com a Bé Cultural d'Interès Local.

## Descripció
Edifici de planta rectangular, cobert a dues aigües, amb una petita campana que corona la façana lateral, dalt del carener.
El portal d'accés és a la façana sud, que també té tres finestres altes a nivell de planta baixa.
A la façana lateral, entre les diverses finestres de la planta baixa i del pis, hi destaca la finestra circular del costat dret.
Crida l'atenció que la planta baixa està destinada a capella i el pis, de dimensions més petites, pertany a la veïna Casa Tenda.